# Лезгинци
Лезгинците (самоназвание: лезги, лек; мн.ч. – лезгияр, леки) са древен кавказки народ, живеещ в планинските части от двете страни на Дагестано-Азерската граница около река Самур. Те са едни от коренните жители на Кавказ и говорят лезгински език. Най-голямата част от тях живеят в Русия и Азербайджан. Лезгинци живеят също така в Казахстан, Киргистан, Украйна, Узбекистан и Турция.

## Език
Лезгинският език е включен в лезгийската подгрупа на нахско-дагестанската група на севернокавказкото езиково семейство. Руският и азербайджанският език също са често говорени сред лезгините (като втори език). Повечето лезгини са дву- и триезични. Лезгийският език е разделен на 3 диалекта: кюрински, самурски и кубински. Кюринският диалект включва гюнейския, яркинския и курахския диалект; самурският – предкузпарински преходен диалект и ахтински диалект. Има и независими диалекти: Куруш, Гилияр, Фи и Гелхен.
През 1905 г., за да улесни русификацията на народа, руското царско правителство се опитва да създаде лезгинската писменост на базата на разработената „Кюринска азбука“, но този опит се проваля. През 1928 г. е въведена латинската азбука за лезгийския език, а през 1938 г. е въведена нова азбука на базата на кирилицата. Литературният език „лезги“ се основава на диалектите гюней и кюрин.

## Религия
Вярващите лезгини изповядват сунитския ислям, а малцинството – ханафизъм. Изключение правят жителите на няколко села в Република Дагестан, които са шиити.